# معمار
مِعمار یا آرشیتِکت (به انگلیسی: Architect) شخصی است که برنامه‌ریزی، طراحی و نظارت بر ساخت یک ساختمان یا سازه را انجام می‌دهد. منظور از معماری کردن، ارایه خدمات برای طراحی ساختمان‌ها و فضای‌های داخلی و اطراف ساختمان‌هایی است، که انسان‌ها برای کاربری‌های گوناگون آنها را می‌سازند و از آنها استفاده می‌کنند.
معمار ناظر نهایی و هماهنگ‌کننده کلیه نقشه‌های یک بنا شامل نقشه‌های معماری و طراحی - نقشه‌های محاسبات سازه‌ای و نقشه‌های تأسیساتی است. معمار مسایل مطرح در حوزه معماری را تحلیل و ارزیابی کرده، اطلاعات مورد نیاز را جمع‌آوری، پالایش و سازمان داده، آنها را در طراحی ساختمان‌ها و فضای دلنشین و زیبا بکار می‌بندد. به طوری که کیفیت زندگی افراد جامعه به صورت روزافزون بهبود یابد.
از نظر حرفه‌ای، تصمیمات معمار بر امنیت عموم مردم تأثیرگذار است، به همین دلیل معمار باید آموزش‌های تخصصی شامل دوره‌های آموزش پیشرفته، و همچنین یک دوره کارآموزی عملی را پشت سر بگذارد تا بتواند صلاحیت معماری را به‌دست‌آورد. الزامات عملی، فنی و دانشگاهی برای معمار شدن در حوزه‌های قضایی کشورهای مختلف، متفاوت است.

## معنای واژه معماری
مفهوم دقیق واژه معماری ریشه در واژه یونانی (archi-tecture) به معنای «ساختن» دارد، ساختنی که هدایت شده و همراه با آرخه باشد. آرخه (arkhe) از فعل آرخین (arkhin) به معنای «هدایت کردن» و «اداره کردن» است.
واژه «معماری» در زبان عربی از ریشهٔ «عمر» به معنای عمران و آبادی و آبادانی است و «معمار» به معنای بسیار آباد کننده است. در زبان فارسی برابرهایی گوناگونی برای آن آمده‌است مانند: «والادگر»، «راز»، «رازیگر»، «دیسا»، «زاو»، «زاویل»، «دزار»، «بانی‌کار» و «مهراز». مهراز، واژه ای است که از «مه» + «راز» درست شده و برابر مهتر و بزرگ بنایان است که از دو بخش «مه»، یعنی بزرگ و «راز» یعنی سازنده درست شده‌است. این واژه برابر مهندس معمار به تعبیر امروزی است. در زبان لاتین نیز واژه [architect] از دو بخش archi به معنای سر، سرپرست و رئیس و tecton به معنای سازنده درست شده که همتراز با واژه مهراز می‌باشد.
باید توجه داشت که امروزه واژه «معماری» در دو معنای وابسته بکار می‌رود:
- معماری به عنوان فرایند ساماندهی فضا که اسم معنا شمرده شده‌ است و به یک فعالیت آفرینشگر (خلاقانه) آدمی توجه دارد و بر پایهٔ علمی-تجربی، هنر و فناوری ساخت پدید می‌آید. این برداشت بیشتر از سوی معماران صورت می‌گیرد.
- معماری به عنوان دستاورد ساماندهی فضا یا اثر معماری که اسم ذات شمرده شده‌است و به ساختمان‌هایی اشاره دارد که پیش از ساخت آنها این فرایند پیموده شده‌ است. این برداشت بیشتر از سوی باستان‌شناسان و تاریخ‌نویسان معماری بکار می‌رود.

## الزامات حرفه‌ای

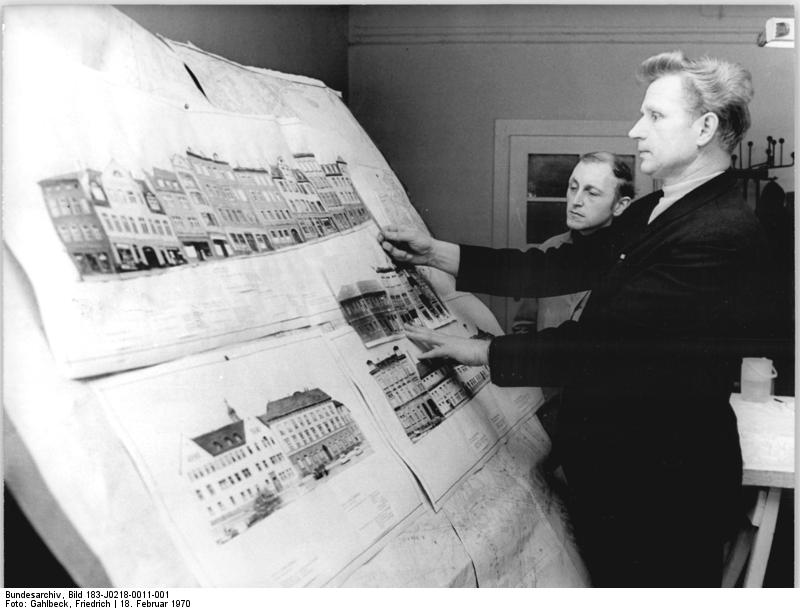
یک معمار روبروی تابلوی نقاشی، ۱۹۷۰

اگرچه تغییراتی از جایی به جای دیگر وجود دارد، اما بیشتر معماران جهان موظفند توسط حوزه قضایی مناسب تأیید صلاحیت شوند. برای این کار، معمولاً معماران ملزم به رعایت سه الزام معمول هستند: تحصیلات، تجربه و آزمون. معمولاً منظور از تحصیلات حداقل، داشتن یک مدرک دانشگاهی است. شرط تجربه برای داوطلبان، معمولاً توسط یک دوره کارآموزی (معمولاً دو تا سه سال بسته به قانون هر کشور) ارضا می‌شود. سرانجام قبل از صدور مجوز کار، یک آزمون نهایی یا یک سری آزمون‌ها لازم است.
متخصصانی که قبل از اواخر قرن نوزدهم مشغول طراحی و نظارت بر پروژه‌های ساختمانی بودند، لزوماً در یک برنامه دانشگاهی و در رشته معماری جداگانه آموزش نمی‌دیدند. درعوض، آنها اغلب توسط معماران قدیمی تر و فعال آموزش می‌دیدند. قبل از دوران مدرن، هیچ تمایزی بین معماران، مهندسان و اغلب هنرمندان وجود نداشت و عنوان مورد استفاده بسته به موقعیت جغرافیایی متغیر بود. مطالعه رسمی معماری در مؤسسات دانشگاهی نقش مهمی در پیشرفت این حرفه به عنوان یک کل داشته‌ است و به عنوان یک نقطه کانونی برای پیشرفت در فناوری و تئوری معماری عمل کرده‌است.

## رشته‌های تخصصی معماری

### معماری منظر
معماری منظر رشته‌ای است که از لحاظ آموزش آکادمیک در کشور ما عمر کوتاهی دارد و هنوز جایگاه واقعی خود را در فرهنگ عمومی و جامعه حرفه ای به دست نیاورده است. علت این امر را می‌توان در عدم ارائه تعریفی جامع از آن برای عموم، مشخص نبودن حوزه فعالیت آن و تداخل رشته‌های وابسته جستجو کرد.
این تخصص یک تخصص بین رشته‌ای است که ریاضیات، علوم مهندسی، هنر، تکنولوژی، علوم اجتماعی، سیاست و فلسفه را شامل می‌شود.
فعالیت معمار منظر می‌تواند از طراحی یک پارک ملی تا طراحی زیرساخت‌های شهری و مدیریت زمینه ای بکر و احیا؛ اراضی مخدوش شده مثل معادن یا محوطه‌های دفن زباله را دربرگیرد. معمار منظر بر روی انواع ساختارها و فضاهای بیرونی اعم از کوچک و بزرگ، روستایی و شهری با مصالح نرم و سخت و مسائل هیدرولوژیکی و اکولوژیکی متفاوت فعالیت می‌کند.

### مدیریت پروژه و ساخت
وظایف اصلی یک مدیر پروژه را می‌توان ایجاد هماهنگی لازم در اجرای فعالیت‌ها برای کاربرد مناسب منابع و امکانات، به منظور رسیدن به هدف نهایی پروژه دانست. در ایجاد این هماهنگی، الزاماً محدودیت‌های زمانی، بودجه، نیروی انسانی، تجهیزات مواد و سایر منابع و امکانات، همچنین محدودیت‌های مربوط به کیفیت کارهای قابل اجرا و روشهای اجرای قوانین و مقررات حاکم بر محیط و بسیاری از محدودیت‌های دیگر که به نوعی با فازهای مختلف پروژه ارتباط خواهد داشت مورد نظر قرار می‌گیرند. برای انجام وظایف، مدیر احتیاج به برنامه‌ریزی، سازماندهی، رهبری و کنترل خواهد داشت.

### طراحی شهری
به‌طور خلاصه این گرایش نحوه طراحی فضاهای شهری و نحوه قرار گرفتن ساختمان‌ها در یک مجموعه و روابط حاکم بر شکل‌گیری ساختمان‌های شهری را مورد بررسی قرار می‌دهد.

### برنامه‌ریزی شهری
فعالیت‌های گرایش برنامه‌ریزی شهری عموماً در خصوص تهیه طرحهای جامع یا تفصیلی شهرها و تهیه طرح‌های توسعه شهرها در راستای اهداف اجتماعی، اقتصادی و فرهنگی هر شهر یا منطقه می‌باشد. زمینه‌های کاری این گرایش مشابه گرایش طراحی شهری است.

### تکنولوژی معماری
این رشته ضمن توجه به مباحث عمومی رشته، به‌طور مشخص بر طراحی فنی ساختمان و روش‌های بهینه ساخت آثار معماری و استفاده از تکنولوژی‌های مناسب در طراحی، ساخت و بهره‌برداری از بنا تأکید می‌ورزد. فارغ التحصیلان این رشته به عنوان یک مهندس حرفه‌ای زمینه‌های کاری مناسبی در بخشهای خصوصی یا دولتی به عنوان طراح یا ناظر پروژه یا مدیر پروژه خواهند داشت.

### انرژی معماری
شاهکارهای معماری سنتی ما نه تنها الگوهای تمام عیاری را در مورد هماهنگی ساختمان با طبیعت استفاده از انرژی‌های تجدید پذیر و عوامل مناسب سازگاری با چرخه‌های اکولوژیک و حذف پسماند را عرضه کرده‌است بلکه در این رشته از یک طرف سعی در حداکثر استفاده از امکانات محیط طبیعی و استفاده بهینه از فناوری‌های معاصر و جدید دارد، از طرف دیگر به مصرف بهینه منابع، حذف پسماند و کنترل آلودگی‌های محیطی تأکید می‌ورزد. این گرایش یکی از جدیدترین گرایش‌ها در سطح ملی و بین‌المللی است.

### مرمت ابنیه سنتی
مطالعه، حفاظت، مرمت و احیای بناها، مجموعه‌ها، محوطه‌ها و بافت‌های تاریخی عرصه‌های مسکونی کشور، امری ضروری است. معماران و مهندسین این امر بسیار فنی، فرهنگی و هنری را به عهده دارند که باید علاوه بر اشراف و تسلط لازم بر ابعاد تخصصی و مفاهیم امروزی حرفهٔ خود، نظری هوشیارانه و عالمانه به گذشته داشته باشد.
فارغ التحصیلان مرمت و احیای بناهای تاریخی در واقع مهندسین معمار امروزی هستند که فرا گرفته‌اند چگونه "امروز" را با بهره‌گیری از تجربیات "گذشته " برای "آینده " بسازند. افرادی که می‌توانند پلی بین معماری گذشته و آینده ایجاد کنند. این دسته از متخصصان تاریخ را خوب می‌شناسند و می‌توانند آثار تاریخی را تجزیه و تحلیل کرده و بخوانند و مفاهیم و ارزش‌های آن را استخراج و هوشمندانه به کار گیرند و با بیانی امروزی به جامعه معرفی نمایند.